# Kirnasia siedlecki
Kirnasia siedlecki is een garnalensoort uit de familie van de Disciadidae. De wetenschappelijke naam van de soort is voor het eerst geldig gepubliceerd in 1988 door Burukovsky.